# Нугисекс, Харальд
Ха́ральд Ну́гисекс (эст. Harald Nugiseks, 22 октября 1921 — 2 января 2014) — военный деятель Эстонии и нацистской Германии, унтершарфюрер войск СС, участник Второй мировой войны в составе 20-й добровольческой пехотной дивизии СС. Кавалер Рыцарского креста Железного креста за участие в Нарвской операции в 1944 году.

## Биография
Родился 22 октября 1921 года в деревне Карьякюла, волость Тюри, мааконд Ярвамаа, Эстония. Родители работали на своей ферме. Харальд окончил основную школу Лаупа, состоял в молодёжной организации Нооред Коткад, присоединение Эстонии к СССР встретил без энтузиазма. После 22 июня 1941 года уклонялся от призыва в Красную армию до прихода немецких войск в лесу.
2 октября 1941 года он стал солдатом 185-й Эстонской охранной группы (в составе вермахта). Его первый военный контракт истек только в декабре 1942 года.
В мае 1943 года он вступил в легион войск СС. Стажировался в мае и сентябре в школе унтер-офицеров СС в Лауэнбурге, по окончании которой получил звание унтершарфюрера. В 1943 году Нугисекс в составе 20-й добровольческой пехотной дивизии СС участвовал в битве за Невель, где был ранен. 21 декабря того же года он получил чёрную нашивку за раненые и пехотный штурмовой значок. А за участие в боях под Нарвой, 27 февраля 1944 года, он был награждён Железным крестом II класса.
1 марта 1944 года Харальд Нугисекс активно участвовал в боях на Нарвском фронте. По воспоминаниям Харальда Нугисекса:

Задачей было отбить у врага плацдарм Вааза-Вепскюла. Вначале у нас было 30—40 человек, но был такой мощный обстрел, что половину людей выбило, ранеными оказались и наши офицеры Лумера и Рыымуссаар. Я был тогда командиром роты. Рыымуссаар вызвал меня к себе и сказал: вот здесь 22 человека, а я теперь ухожу. Командиром батальона был Айн Эрвин Мере, у него был уже план отозвать взвод обратно. А когда узнал, что Нугисекс принял командование, дал мне приказание: попробуйте ещё, если это возможно!
Не пробовать атаковать было нельзя, приказ есть приказ, солдат должен приказ выполнять. Я отвел людей назад ненадолго, мы отдохнули и запаслись ручными гранатами. И тогда пошли снова в атаку и ворвались в окопы русских. Там была только рукопашная — оружием была или лопатка, или граната, или кинжал. Один немецкий капитан и подарил мне кинжал, до сих пор не знаю, зачем. Харальд Рийпалу пошел со своими людьми со стороны ваазаских домов, а я атаковал сильно укрепленную вражескую траншею.— Из воспоминаний Харальда Нугисекса
Был тяжело ранен в этих боях. За героизм и отвагу впоследствии был удостоен Рыцарского креста Железного Креста. Стал вторым эстонцем, награждённым этой наградой (первый — Альфонс Ребане).
Нугисекс рассказывал, что в эстонских частях между эстонскими и немецкими военнослужащими не было особой дружбы. Однажды у Харальда даже сняли одну звездочку с петлиц за то, что он заступился за эстонских женщин.
Весной 1945 года, после развала фронта, Нугисекс вместе с однополчанами пытался бежать на Запад. Но мундир выдавал его, в связи с чем он несколько раз был схвачен в Чехии. Каждый раз он приговаривался к расстрелу, но в моменты авианалётов Рабоче-крестьянской Красной армии ему каждый раз удавалось сбежать. Но в итоге он все-таки был окончательно пойман и передан русским.
Кавалера Рыцарского Креста в русском плену, скорее всего, ждала бы неминуемая гибель, но Нугисекса спас случай. Ведь во время последнего ареста его арестовывал чех, который будучи пьян, сорвал крест с шеи Нугисекса и выбросил его в грязь. По всей видимости, он не знал, что это за награда, иначе бы тут же отдал Харальда под расстрел.
Впоследствии, в декабре 1945 года он был отправлен в лагерь для военнопленных в Сибирь. 10 ноября 1946 года Нугисекс был временно освобожден, но вскоре был вновь арестован 13 февраля 1947 года и приговорен к десяти годам лишения свободы. Был отпущен 17 сентября 1953 года по амнистии, после чего первоначально поселился в Сибири, а в 1958 году вернулся в Эстонию. По возвращении, жил в Пярнуском районе, был чернорабочим, пока не вышел на пенсию по старости (1981). В 1970-е годы Нугисекс построил себе своими руками дом.
Вскоре Нугисекс вернул себе и свою утраченную награду — Рыцарский Крест Железного Креста был прислан ему из Германии:

У Рыцарского Креста такой порядок, что, если у кого-то он пропал, то другой награждённый может передать ему свой крест по завещанию. По Германии распространилась как-то информация, что у меня в «чешском аду» крест отобрали. И один больной раком немец сделал завещание, по которому его Рыцарский Крест следует доставить в Эстонию и передать мне.— Из воспоминаний Харальда Нугисекса
21 февраля 1994 года властями Эстонии Харальду Нугисексу было присвоено звание капитана.
Последние годы жил в Эстонии. Несколько раз представлялся к различным государственным наградам, но каждый раз вычёркивался из списков на представление. Нугисекс связывал это с тем, что эстонское правительство боится непонимания со стороны западных стран. Он был награждён лишь почётным знаком Murtud Rukkilill («Надломленный василёк») из рук президента Леннарта Мери.
Также, 87-летний ветеран 20-й дивизии СС Харальд Нугисекс был удостоен медали «Благодарности эстонского народа». Инициаторами награждения стали малоизвестные общественные организации «Клуб друзей эстонских легионеров» и «Первая независимая колонна», собравшие около 54 тысяч эстонских крон (на тот момент — более 5 тысяч долларов США) на изготовление награды. Церемония награждения состоялась в церкви поселка Тори.
Нугисекс достаточно критично отзывался о жизни в Эстонии после объявления её независимым государством в 1991 году.

Жизнь улучшилась, с этим я не спорю. Но настоящей эстонской власти не было, нет её и сейчас. Я всегда поддерживал «Союз Отечества», но и Марту Лаару говорил, что хотя я не сторонник совхозов-колхозов, нельзя было их так быстро ликвидировать. Сейчас опять идут эти танцы вокруг военного времени. Не будет спокойствия, пока последнего из нас не похоронят.
— Из воспоминаний Харальда Нугисекса
Харальд Нугисекс скончался 2 января 2014 года. Похоронен с воинскими почестями 10 января 2014 года на военном кладбище местечка Тори. В 2016 году в основной школе Лаупа, которую когда-то окончил Нугисекс, ему был установлен памятный бюст, что вызвало протест со стороны российского посольства.

## Награды
- Рыцарский крест Железного креста (1944)
- Железный крест 1-го класса
- Железный крест 2-го класса (1944)
- медаль «За зимнюю кампанию на Востоке 1941/42»
- Нагрудный штурмовой пехотный знак (1943)
- знак «Надломленный василёк» (Эстония)
- медаль «Благодарности эстонского народа» (общественная награда, 2011 год)